# Sugalepa
Sugalepa es un pueblo del municipio de Järva, ubicado en el condado de Järva, Estonia. Según el censo de 2021, tiene una población de 3 habitantes.
Está ubicada al este del condado, cerca del nacimiento del río Pärnu y de la frontera con los condados de Harju y Lääne-Viru.